# Pfarrhaus (Eurishofen)

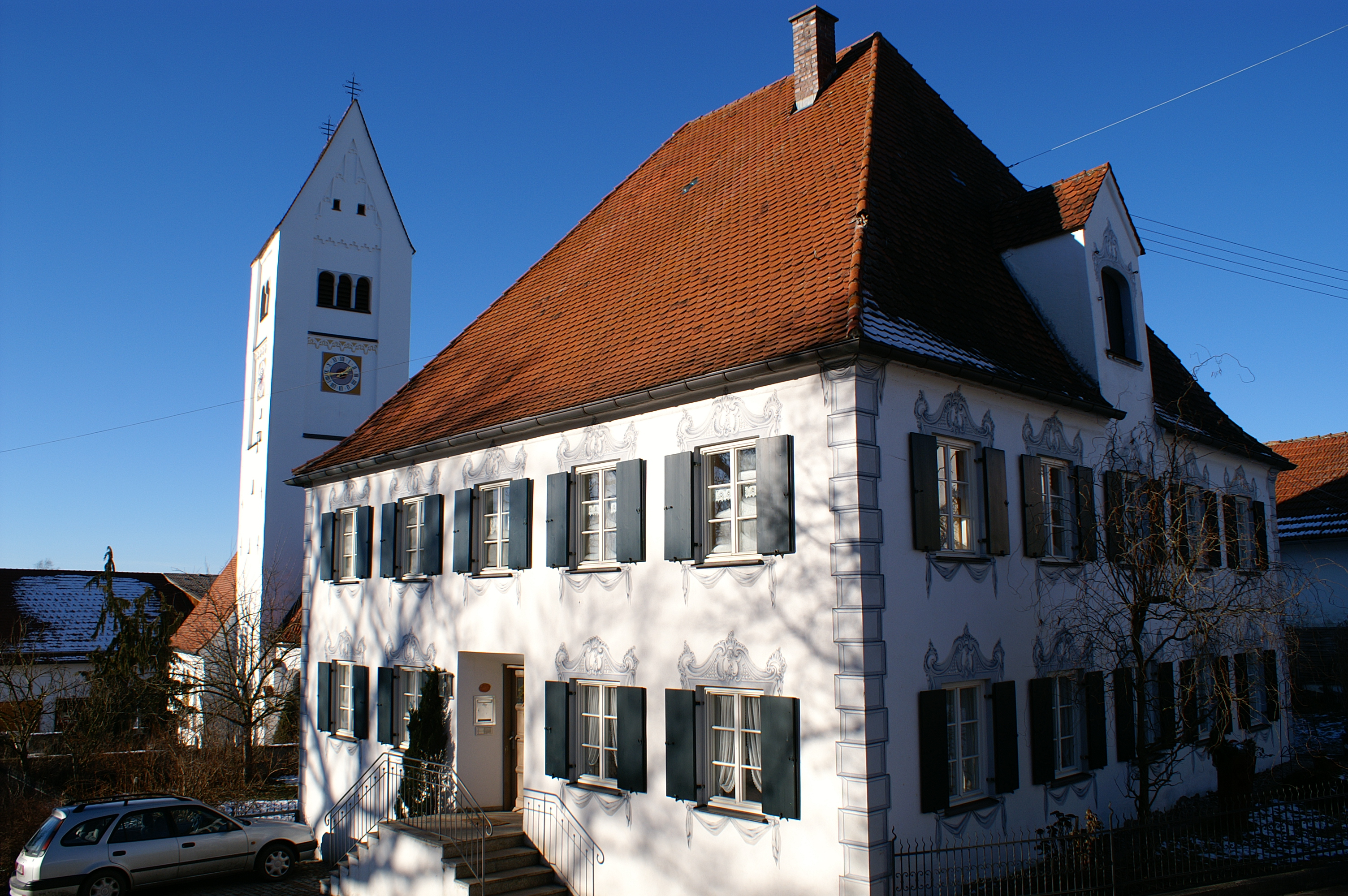
Ehemaliges Pfarrhaus in Eurishofen

Das Pfarrhaus in Eurishofen, einem Gemeindeteil von Jengen im Landkreis Ostallgäu im bayerischen Regierungsbezirk Schwaben, wurde 1784 errichtet. Das ehemalige Pfarrhaus mit der Hausnummer 3, östlich der katholischen Kirche St. Dionysius, ist ein geschütztes Baudenkmal.
Der zweigeschossige Walmdachbau mit Krangaube besitzt fünf zu fünf Fensterachsen. Die sechsteiligen Fenster werden von aufgemalten Faschen geschmückt und besitzen Holzläden. Den Hauseingang erreicht man über eine Freitreppe.